# Basarabeasca
Basarabeasca (în rusă Басарабяска; în trecut: Romanovca, Românești) este un oraș din Republica Moldova, reședința raionului Basarabeasca.

## Geografie

### Amplasare
Orașul Basarabeasca estre situat în lunca râului Cogâlnic-Larga, la o depărtare de 100 km de Chișinău, nemijlocit la hotar cu Ucraina.

### Resurse naturale
Suprafața totală a orașului Basarabeasca este de 2.754 ha. Cea mai mare parte o ocupă terenurile cu destinație agricolă – 1.460 ha sau 53%. Din totalul terenurilor agricole 1.095 ha ocupă terenurile arabile sau 75% din totalul lor și plantațiile multianuale 338 ha sau 23% din totalul terenurilor cu destinație agricolă. Bonitatea medie a terenurilor agricole este de 65 balo-hectari. Fondul acvatic al orașului este format din râul Cogâlnic și 3 iazuri cu o suprafață totală de circa 28 ha.
O trăsătură specifică pentru zona de sud este suprafața redusă a spațiilor verzi, ceea ce este caracteristic și pentru Basarabeasca.

## Istorie
Situată în lunca râului Cogâlnic și Larga, la o depărtare de 101 km de Chișinău, acest orășel din Bugeac s-a dezvoltat pe baza a două localități  -  târgul Romanovca și  nodul de căi ferate Basarabeasca.
Este atestat la 3 august 1856 cu denumirea „Romanovka”. Pe moșia localității arheologii menționează o movilă funerară rămasă de pe urma  nomazilor veniți  cu turmele de vite din stepele asiatice sute de ani în urmă, hoinărind din loc în loc, în căutare de pășuni mănoase pentru animale, și localități bogate pentru a căpăta pradă de război. În mormânt au fost găsite  câteva dovezi ale existenței pământești ale nomazilor, decedați de moarte normal pe aceste meleaguri sau căzuți în luptă cu băștinașii.
Guvernul Marelui Imperiu Rus care dispunea de imense terenuri necultivate în Rusia, Serbia și Extremul Orient, și-a demonstrat bonomia, înființând o colonie evreiască pe pământul ce nu-i aparținea, pentru niște oameni, care nu l-au prea rugat. Le-a sugerat însă o idee, de care coloniștii trebuia să fie numită Romanovca, ca semn de adorație pentru dinastia țarilor Romanov a Rusiei. Dar tot pe atunci, nu departe, lângă Mihailovca, avea pământ mult un moșier Romanov și uneori se crede că satul chiar poartă numele lui. Fapt însă e că aici, în case de lut și bordeie, s-au stabilit niște ciobani și crescători de animale.
Evreii adunați de voie, de nevoie n-au protestat, n-au strigat, n-au demonstrate împotriva acestei încercări nesăbuite. Ei au părăsit colonia, începând chiar cu a doua zi. Cei care au mai rămas, s-au instalat pe teritoriul actualei brutării și actualei mori. De la moară și până la bancă pe atunci se afla piața de produse alimentare, iar acolo, unde azi se află Societatea Orbilor și Direcția de drumuri se aflau piețele de vite și, respective, de cai.
În 1859 aici se numărau doar 86 de familii de evrei (263 de bărbați și 249 de femei), înzestrați cu 1,750 desetine de pământ arabil, ceea ce nu era puțin. Dar în 1870 în colonia evreiască Romanovca rămăsese numai 57 familii de evrei, care, avânda aceleași 1.750 desetine numărau în gospodăriile lor numai 12 cai, 10 vite cornute mari. Incredibil, dar e adevărat: totul e confirmat în „Zapisi Besarabscogo statisticescogo comiteta” condus de istoricul și statisticianul burghez rus Alexandr Egunov, care a activat toată viața în Chișinău.
Pentru a-i ține acasă pe agricultorii coloniști zemstva de ținut din Bender, la rugămintea căpitanului Fiodor Oleinikov, în ziua de 29 octombrie 1876 a hotărât să le acorde înlesniri și zile de târg în fiecare săptămână – miercurea. Dar negustorii din Romanovca preferau să umble la târguri în alte părți, pământul lor rămânând în paragină. 
La 28 noiembrie 1878 autoritățile, în mâinile cărora se afla soarta evreilor, au decis să le întoarcă libertatea – să trăiască acolo unde doresc și să se ocupe cu ceea ce prefer. Peste doi ani în colonia evreiască Romanovca rămăseseră numai familiile a doi evrei bătrâni: Meer  Mudreanu și Moșco Kaț, care în același an au și murit.
După destrămarea coloniei proprietarii Fiodor Oleinikov cu 1.150 desetine de pământ arabil și Paulina Haralamb cu 581 desetine fac tot posibilul pentru a-i atrage pe moșiile lor pe alți coloniști. N-au apelat la țărani statelor vecine -  aveau nevoie de agricultori veniți de pe meleaguri străine, fără drepturi, fără privilegii, fără pretenții de stăpâni. Și într-o anumită măsură acest lucru le-a reușit. În 1897 în Romanovca trăiau 293 de bărbați și 304 femei, fără biserică, fără școală, fără să știe limba băștinașilor. La începutul secolului XX apar primele ”întreprinderi” – un depozit comercial de produse agricole și încă unul de cherestea și se aflau pe teritoriul casei de cultură de azi.
O școală cu o singură clasă exista începând cu anul 1899 grație proprietarului Gheorghe Demeșliev, care a asigurat-o cu încăpere. Învățătoarea era Ana Șidlovskaia, care a lucrat aici mulți ani. Pentru susținerea și patronajul acestei școli Gheorghe Demeșliev a fost decorat la 6 decembrie 1904 cu medalia de argint „Za userdie”. În anul școlar 1905-1906 în această  școală învățau 12 băieți și 2 fetițe. Prima școală evreiască a fost construită în 1922-1924. În ea învățau 22 de elevi.
La începutul secolului XX localitatea prosperă vădit, doar în vecinătate funcționa cu succes calea ferată Basarabeasca. În 1910 în casele unor negustori apare telefonul: Merimski, Okulis, Andelman, Imaș, Țuker. La 5 decembrie 1912 a fost deschisă o sinagogă, rabin fiind numit doctorul Boris Sverlov. Își construiesc și creștinii ortodocși o biserică, după ce Grigore și Vasile Demeșliev au fost să îngenuncheze în fața țarului Rusiei și li s-au dat numai 500 ruble, au strâns bani de la credincioși.
În octombrie în Romanovca trăiau 1.741 de locuitori, averea cărora era evaluată la 346.826 ruble. În 1914 oloinița este reutilată în secție de țesături. Două mori de aburi ale lui Lemche Adam și Semche Hristian erau prețuite cu 9.420 ruble. Una însă, cea construită în 1916, este aruncată în aer de către fasciștii germane. Prima moară fusese construită încă în 1908 de către frații Levinzon cu utilaj adus din Franța și funcționează și în zilele noastre. Apare Casa de credit reciproc din sat.
În 1923 aici se numărau 690 de case, 1.520 de bărbați și 1.597 de femei; aveau o moară, un abator, o farmacie, o școală primară și 15 cârciumi. Înainte de anul 1940 localitatea avea două străzi fără denumiri și fără numerație a caselor, în care trăiau 2.000 de oameni. Orășelul avea un doctor pe nume Gherțovici și trei felceri. Grav bolnavii erau transportați în Cimișlia; unde se afla un spital cu 18 paturi. În 1940 primul președinte al Sovietului orășenesc a fost I. Slepoi.
După război, în septembrie 1947, în orășel apare prima întreprindere industrial – artelul „Novâi trud”, care avea la început 42 de muncitori, un cal, un bou și o căruță și se situa într-o singură încăpere. Mai târziu, în 1959, această întreprindere este restructurată în combinatul industrial alimentar, iar în 1962 – în combinat de deservire social, unde se află și o secție de textile. În 1972 aici s-a instalat fabrica de covoare. Târgul Romanovca se contopește cu nodul de căi ferate Basarabeasca îndeplinind până în 1959 funcția de centru raional. Peste 10 ani populația orașului Basarabeasca depăși 13 mii de locuitori, majoritatea angajați la panoul de locomotive și vagoane, combinatul industrial, fabrica de unt și brânzeturi, stația de reparare a tractoarelor, coloana mecanizată de ameliorare agricolă.
Printr-un decret din 1979 Basarabeasca devine iarăși reședință administrativă de raion. Se construiesc case de locuit cu multe etaje, uzina „Dunărea” ( o filială a gigantului industrial Mezon din Chișinău), fabrica de confecții, ateliere și o școală tehnică pentru feroviari, o mare bază pentru automobile, două organizații de construcții, sediul gospodăriei agricole „Feteasca”, diferite întreprinderi de prestare a serviciilor, depozite și magazine, edificii culturale.
Conform recensământului din 1989 în Basarabeasca trăiau 15.114 locuitori, inclusive 30 % de ucraineni, 29 % de bulgari, 16 % de moldoveni, 12 % de ruși și 6 % de găgăuzi. 
La 1 mai 1998 în Basarabeasca trăiau peste 14.000 de oameni. Aici funcționau două școli  medii de cultură generală și două școli medii incomplete, două spitale, patru grădinițe de copii, o biserică ortodoxă și două case de rugăciuni pentru sectanți, trei cinematografe și tot atâtea biblioteci, două oficii poștale, un restaurant, mai multe magazine, chioșcuri și terenuri sportive. În oraș trăiesc 4.200 de pensionari, inclusiv 109 veterani de război. La memorial sunt încrustate numele a 31 de ostași și ofițeri căzuți în luptele pentru eliberarea orășelului de sub ocupație fascistă.
La alegerile locale din aprilie 1998 în funcție de primar al orășelului Basarabeasca a fost aleasă directoarea școlii medii incomplete feroviare din localitate, dna Ludmile Degtearenko. Directori ai celor două școli medii de cultură generală erau Liubov Paiu și Vladimir Belousenko.
La începutul anului 1999, odată cu reorganizarea administrativ teritorială și crearea județelor, orașul Basarabeasca împreună cu orașul Hâncești, Cimișlia, Leova și Iargara, au fost incluse în hotarele județului Lăpușna, iar la alegerile locale din 1999 primar al orașului Basarabeasca a fost ales Ludmila Degtearenco.

## Demografie

### Structura etnică
Structura etnică a orașului conform recensământului populației din 2004:
| Grup etnic                                               | Populație | % Procentaj  |
| -------------------------------------------------------- | --------- | ------------ |
| Băștinași declarați Moldoveni Băștinași declarați Români | 3.465 11  | 30,96% 0,10% |
| Ruși                                                     | 2.374     | 21,21%       |
| Găgăuzi                                                  | 1.954     | 17,46%       |
| Ucraineni                                                | 1.757     | 15,70%       |
| Bulgari                                                  | 1.301     | 11,62%       |
| Țigani                                                   | 165       | 1,47%        |
| Evrei                                                    | 12        | 0,11%        |
| Alții                                                    | 153       |              |
| Total                                                    | 11.192    | 100%         |

## Administrație și politică
Componența Consiliului local Basarabeasca (23 de consilieri), ales la 5 noiembrie 2023, este următoarea:
|  | Partid                                       | Consilieri | Componență | Componență | Componență | Componență | Componență | Componență | Componență | Componență | Componență |
|  | -------------------------------------------- | ---------- | ---------- | ---------- | ---------- | ---------- | ---------- | ---------- | ---------- | ---------- | ---------- |
|  | Partidul Socialiștilor din Republica Moldova | 9          |            |            |            |            |            |            |            |            |            |
|  | Partidul „Renaștere”                         | 6          |            |            |            |            |            |            |            |            |            |
|  | Partidul Nostru                              | 5          |            |            |            |            |            |            |            |            |            |
|  | Partidul Acțiune și Solidaritate             | 1          |            |            |            |            |            |            |            |            |            |
|  | Partidul Comuniștilor din Republica Moldova  | 1          |            |            |            |            |            |            |            |            |            |
|  | Candidat independent NICOLAE CHENDIGHILEAN   | 1          |            |            |            |            |            |            |            |            |            |

## Economie
Pe teritoriul orașului Basarabeasca sunt înregistrați 1.046 agenți economici, însă cea mai mare partea lor o constituie întreprinderile cu drept de persoană fizică 1.007 sau 96% din numărul lor total. În ultimii 3 ani numărul agenților economici s-a majorat cu 18%, în cea mai mare măsură datorită creșterii numărului celor care activează în bază de patentă.
Principalii agenți economici activează în cadrul Întreprinderii de Stat „Căile ferate ale Moldovei” și sunt: Depoul de vagoane Basarabeasca, care este o filială a Î.S. „Calea ferată a Moldovei”. La întreprindere sunt angajați 523 persoane și cifra de afaceri anuală este de 1,88 mln. lei. Capacitatea de producție permite reparația a 2000 de vagoane pe an. În anul 2003 depoul a inițiat un nou tip de reparații, care permite mărirea termenului de exploatare a cisternelor cu 15 ani. 
Un alt agent economic este Punctul Basarabeasca de semnalizații și comunicație. La filială lucrează 183 de lucrători și deservesc o rețea cu lungimea de 380,4 km. O altă întreprindere de producție este societatea cu răspundere limitată „TurnVestPlass” unde lucrează 21 angajați și are o cifră de afaceri de 1,6 mln. lei anual.
Comerțul cu amănuntul este asigurat de o rețea din 154 de unități comerciale, cu 9 mai mult decât în anul precedent și 2 piețe comerciale. De asemenea pe teritoriul primăriei funcționează 43 unități de alimentare publică. În oraș activează filiale a 3 bănci comerciale și a unei companii de asigurare. Servicii de consultanță juridică sunt prestate de 4 centre de consultanță. Pe teritoriul orașului își desfășoară activitatea peste 200 de întreprinzători mici și mijlocii. Marea majoritate a lor, peste 150 sau mai mult de 75% activează în domeniul comerțului. Restul – în agricultură, transportul de pasageri și mărfuri și alte domenii.

### Finanțele publice locale
Veniturile bugetului public local au crescut în ultimii 2 ani de 2,4 ori, în mare măsură datorită creșterii volumului veniturilor proprii. Basarabeasca este una din puținele localități din Moldova, unde ponderea veniturilor proprii este de circa 90%. Acest indicator este unul dintre cei mai înalți din republică. Această stare de lucruri denotă faptul că orașul Basarabeasca are un potențial economic foarte înalt, comparativ cu alte orașe din republică. Este notoriu faptul că ponderea veniturilor proprii s-a majorat continuu în ultimii ani, iar transferurile s-au redus atât în valori absolute de la 492,9 mii lei respectiv 19% în anul 2000 la 101,7 mii lei și respectiv 1,6% în anul 2002. Datorită sistemului rigid al finanțelor publice locale din Moldova, structura cheltuielilor în Basarabeasca nu diferă mult de celelalte localități urbane, pentru ca sursa impunătoare de venituri proprii să permită autorităților publice de a efectua cheltuieli în infrastructură. Astfel în anul 2002 pentru educație s-au cheltuit 2.244 mii lei sau 36%. Acest indicator este unul dintre cei mai buni pe republică. Pentru gospodăria comunală în anul 2002 s-au alocat 819 mii lei, restul au fost utilizați pentru alte probleme de interes local.

## Infrastructură
În orașul Basarabeasca sunt 5.460 de apartamente și case particulare, toate sunt conectate la rețeaua de aprovizionare cu apă. Sursa principală de aprovizionare cu apă sunt 14 fântâni arteziene și 43 fântâni publice.
Din numărul total de apartamente și case particulare, 2.200 sau 40% sunt conectate la sistemul centralizat de termificare. Peste 3.300 sau mai mult de 60% din locuințe sunt conectate la rețeaua de gaze.

## Social
Populația orașului este de 14.600 locuitori, dintre care 6.350 sunt la vârsta aptă de muncă. Conform recensământului din 1989 structura națională a populației se prezinta astfel: 30% – ucraineni, 29% – bulgari, 16% – moldoveni, 12% – ruși și 6% – găgăuzi, iar in 2004 avem: 31% – moldoveni, 21% – ruși, 17% – găgăuzi, 17% – ucraineni, și 12% – bulgari.
Sistemul de educație include în sine 4 instituții preșcolare, o școală medie de cultură generală în care își fac studiile 182 elevi și 3 licee cu 1.611 elevi. Până în anul 2002 în oraș erau 2 școli și 2 licee, o școală ulterior a fost transformată în liceu. Ocrotirea sănătății este asigurată de 2 spitale, o policlinică și o stație de salvare. În oraș există o rețea de 6 farmacii, dintre care una a fost deschisă în anul 2003. Din instituțiile culturale orașul dispune doar de 4 biblioteci publice. În oraș funcționează două cluburi sportive. Clubul sportiv de fotbal „Locomotiv”, care a participat la diverse turnee peste hotarele republicii, și clubul sportiv de baschet „Dreem-Tim”, care a participat la diverse turnee internaționale, inclusiv în anul 1999 în orașul Cracovia, Polonia.

### Educație și cultură
În oraș există 5 instituții de învățământ:
- Liceul teoretic. A. S. Pușkin (fosta Ș. N1)
- Liceul teoretic. N. V. Gogol (fosta Ș. N8)
- Liceul Teoretic „Matei Basarab” (fosta școală numită după Z. Kosmodemyanskaya)
- Liceul № 22
- Școala Tehnică Rutieră

## Recepție difuzată de canale TV și radio
Pe al 26-lea canal aerian, transmite BAS-TV canalul de emisie MIR. Până la sfârșitul anului 2007, au transmis transmisia canalului de televiziune rusesc STS, adaptat pentru Moldova de compania de televiziune Dixi TV (suprapunerea subtitrărilor moldovenești, decuparea reclame rusești etc.).
La 105,0 MHz, puteți auzi „Bass FM”, o stație radio de muzică și informații regionale care emite doar propriul produs în limbile rusă și română.
Începând cu 1 martie 2024, compania S.R.L LV-TOPAL, și-a încetat activitatea de transmitere prin fir a canalul regional de televiziune. Totuși, BAS-TV activează în continuare în variantă online, furnizând locuitorilor informații și știri din raion și nu numai. Puteți accesa site-ul aici.

## Personalități

### Născuți în Basarabeasca
- Iacov Ohotnikov (1897–1937), militant și economist sovietic
- Zelman (1905–1944), pictor francez
- Naum Prokupets (n. 1948), canoist sovietic
- Inna Șupac (n. 1984), politiciană
- Xenia Deli (n. 1989), fotomodel